# Ungulaturopoda
Ungulaturopoda es una familia de ácaros perteneciente al orden Mesostigmata.

## Especies
- Ungulaturopoda W. Hirschmann, 1984
  - Ungulaturopoda chilesae (Hirschmann, 1984)
  - Ungulaturopoda huilae (Hirschmann, 1984)
  - Ungulaturopoda huilaparva (Hirschmann, 1984)
  - Ungulaturopoda huilastructura (Hirschmann, 1984)
  - Ungulaturopoda longicauliculi (Hiramatsu, 1981)
  - Ungulaturopoda ungulata (Hirschmann & Hiramatsu, 1977)
  - Ungulaturopoda ungulatasimilis (Hiramatsu & Hirschmann, 1979)